# 護木

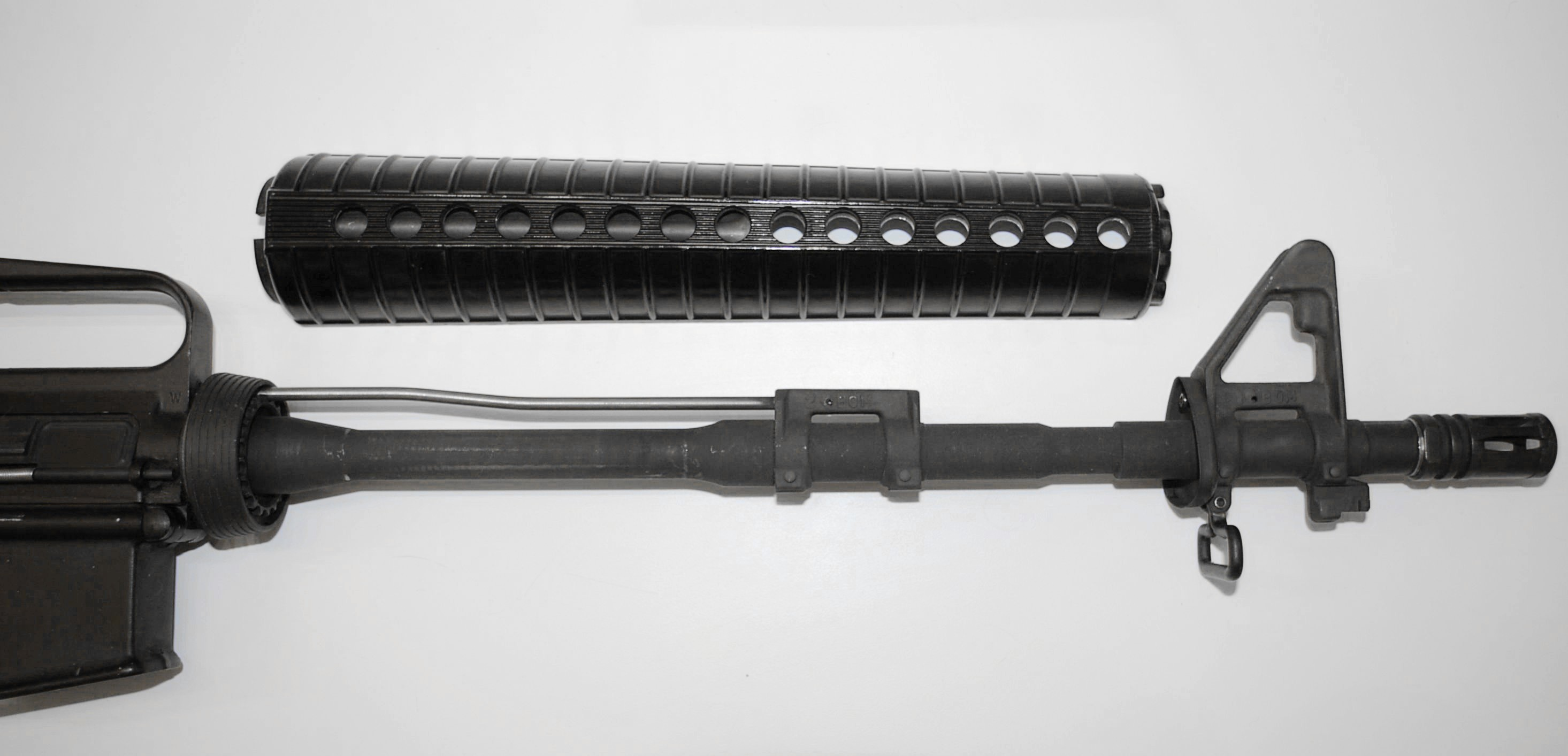
從槍管上拆下來的護木。

護木位於枪械前端，用以保護射手免於直接接觸發射時可能非常熱的槍管。護木亦可提供空間讓其他裝置附於槍械之上，例如榴彈發射器、戰術燈、前握把、雷射指示器等。